# Chula Vista (Teksas)
Chula Vista je naseljeno mjesto za statističke potrebe u američkoj saveznoj državi Teksas. Prema popisu stanovništva iz 2010. u njemu je živjelo 450 stanovnika.